# Lanciers de la Garde impériale
Vous lisez un « bon article » labellisé en 2015.
Pour un article plus général, voir Garde impériale (Second Empire).
Le régiment des lanciers de la Garde impériale est une unité de cavalerie française du Second Empire faisant partie de la Garde impériale. Mise sur pied en 1855, elle est dissoute avec le reste de la Garde par décret du 28 octobre 1870.
Organisée à Melun, la composition du régiment connaît divers soubresauts avant d'être définitivement arrêtée à six escadrons en 1867. Au cours de ces quinze années d'existence, les lanciers assurent l'escorte de Napoléon III lors de l'attentat d'Orsini à Paris ; en campagne, ils sont également à la suite de l'empereur mais ne prennent que rarement part au combat. Au cours de la guerre franco-prussienne de 1870, le corps sous les ordres du colonel Latheulade participe à la bataille de Mars-la-Tour, peu avant la défaite française finale qui entraîne sa disparition.
L'uniforme est caractérisé par le port du chapska polonais et de la lance. Le reste de la tenue comprend un habit blanc à plastron bleu et passementerie écarlate, ce qui amène le peintre militaire Lucien Rousselot à qualifier cet uniforme comme étant « l'un des plus brillants du Second Empire ».

## Historique

### Organisation

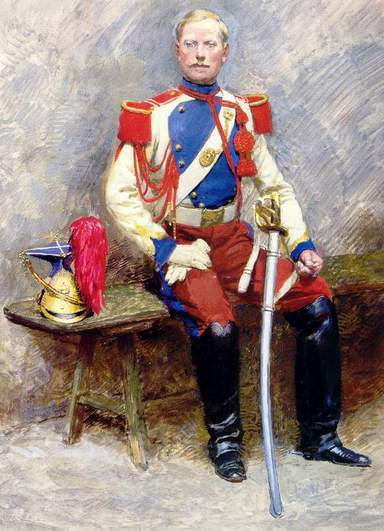
Lancier de la Garde impériale en grande tenue, par Édouard Detaille.

En 1854, deux ans après l'avènement du Second Empire, Napoléon III rétablit la Garde impériale, corps militaire d'élite attaché à sa personne. Cette dernière reprend ainsi les traditions de la première Garde impériale, formée en 1804 par Napoléon Ier et dissoute en 1815. La cavalerie de la Garde, forte à l'origine de deux régiments — cuirassiers et guides — s'étoffe au fur et à mesure d'unités nouvelles. Le 20 décembre 1855, un décret impérial instaure la création de quatre régiments de cavalerie supplémentaires : parmi eux, celui des lanciers de la Garde impériale.
Le tout frais régiment prend ses quartiers à Melun pour y étoffer les six escadrons prévus par le décret. La dissolution du 2e régiment de cuirassiers de la Garde en 1865 porte à huit le nombre d'escadrons, qui retombe à cinq le 15 novembre de la même année par souci d'économie. Le corps revient finalement à six escadrons au début du mois de février 1867. Entre-temps, les lanciers ont déjà vu se succéder deux colonels : Valentin Auguste Lichtlin, futur général de division, et, à partir de 1860, Jacques Louis Eugène Begougne de Juniac qui devient par la suite général de brigade. Suit Charles Alphonse Aimé Yvelin de Béville, un ancien du 6e cuirassiers qui conserve son poste jusqu'en 1869, date à laquelle il est remplacé par Henri Jean Baptiste de Latheulade qui commande le régiment lors de sa dernière campagne.
En 1862, les lanciers de la Garde quittent leurs casernes de Melun pour celles de Fontainebleau où ils passent cinq années, jusqu'en 1867. Ils prennent alors leurs quartiers à Paris pour y être employés à la sécurité des monarques étrangers venus visiter l'Exposition universelle, avant de faire leur retour à Melun à la fin de l'année 1869. Le corps est dissout le 28 octobre 1870 avec le reste de la Garde impériale et ses éléments incorporés dans les régiments de marche de la cavalerie française. Le dernier escadron fusionne le 13 avril 1871 à Lyon avec le 9e régiment de lanciers.

### «Baptême du feu» de l'attentat d'Orsini
Le 14 janvier 1858, Napoléon III et sa cour se rendent à une soirée de gala organisée à l'Opéra Le Peletier. Le moment est choisi par le conspirateur italien Felice Orsini pour attenter à la vie du souverain. L'un de ses complices jette une bombe sous les chevaux de l'escorte, constituée ce jour-là d'un escadron de lanciers de la Garde impériale aux ordres du lieutenant Noguet. L'explosion épargne l'empereur, mais les lanciers à sa suite payent un lourd tribut : 12 d'entre eux sont blessés — dont 7 grièvement — ainsi qu'une vingtaine de chevaux. Un maréchal des logis placé à hauteur de la portière gauche de l'attelage impérial reçoit trois blessures ; « pas un des hommes de l’escorte dont les effets ne portent les traces de l’explosion ». Fleury et Sonolet, dans le no 134 de la revue Historia, rapportent l'anecdote suivante :

« Un moment après, l’un des médecins de service vint prévenir l’Empereur qu’un lancier de l’escorte, mortellement atteint et déposé dans une pharmacie voisine, venait d’entrer en agonie. Il se leva, mais à la porte du corridor, il fut arrêté par l’officier de paix Hébert. « Sire, objecta respectueusement celui-ci, les auteurs de l’attentat ne sont pas encore arrêtés. Votre Majesté agirait prudemment en ne quittant pas sa loge ». « N’importe ! répondit l’Empereur d’un ton qui n’admettait pas de réplique, je veux voir ce lancier ». Il descendit, accompagné par quelques personnes de sa suite, et se rendit à la pharmacie. Le malheureux soldat qu’il venait voir était couché sur un matelas et venait de reprendre une suprême connaissance. Sans mot dire, Napoléon III prit la petite croix en brillants qu’il portait au revers de son habit noir et l’attacha sur l’uniforme du mourant. »

### Campagnes et batailles

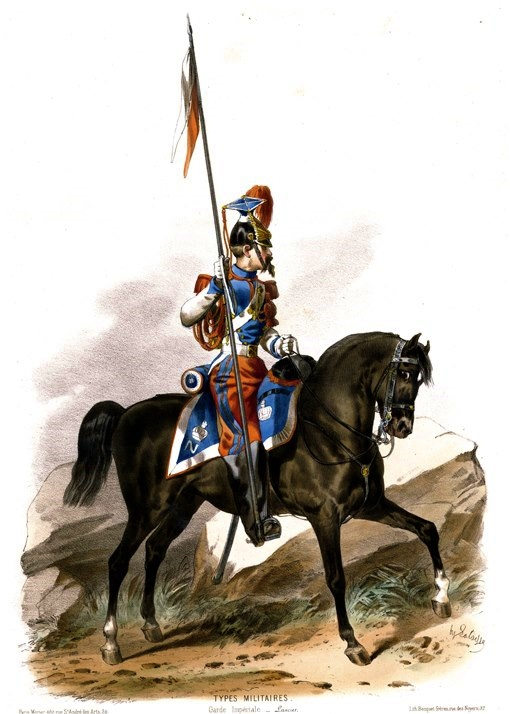
Lancier de la Garde impériale, par François Hippolyte Lalaisse.

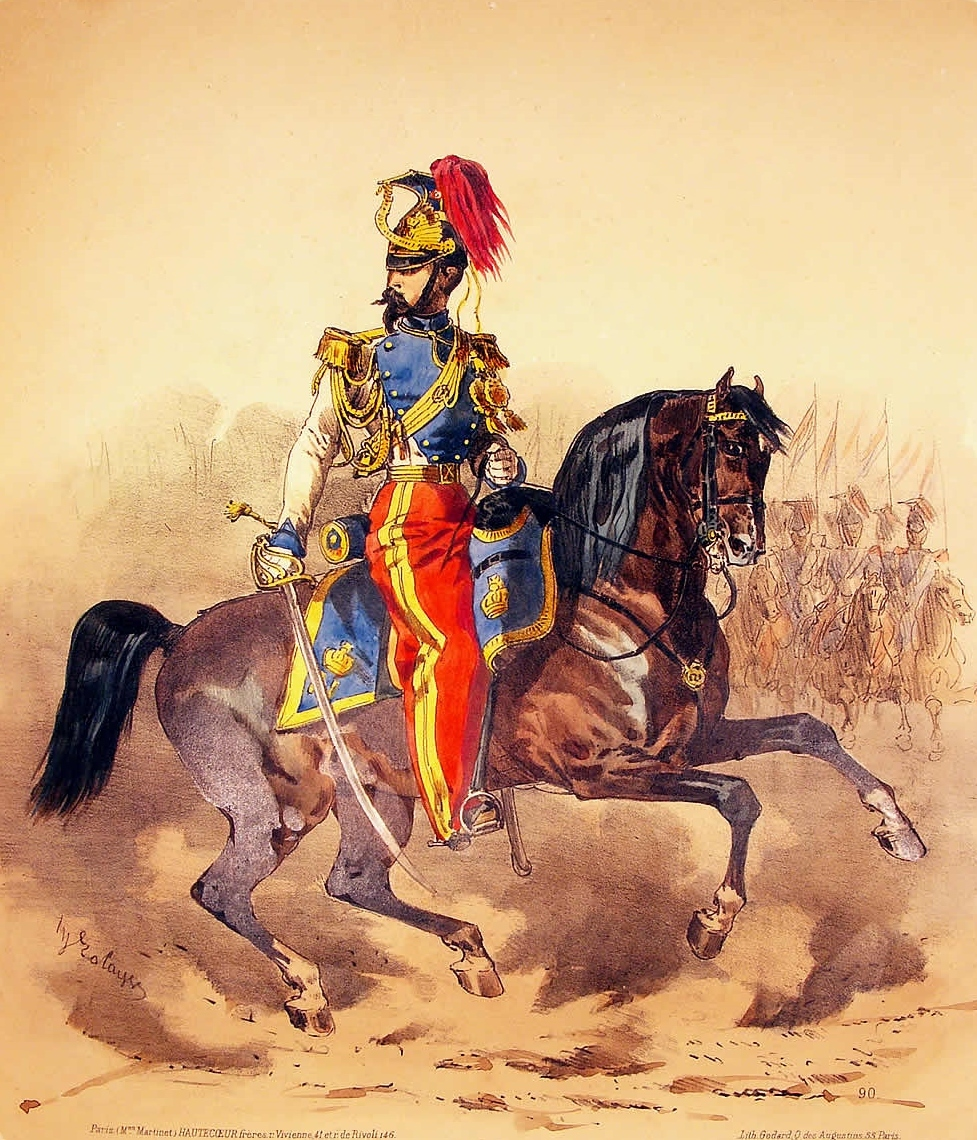
Officier de lanciers de la Garde impériale en grande tenue, par François Hippolyte Lalaisse.

Au mois d'avril 1859 débute la campagne d'Italie, où la France est engagée aux côtés du royaume de Piémont-Sardaigne contre l'empire d'Autriche. Les lanciers de la Garde quittent Compiègne le 7 mai avec 45 officiers et 684 hommes à l'effectif, et arrivent à Gênes le 28 pour y intégrer la division de cavalerie de la Garde commandée par le général Louis-Michel Morris. Avec les dragons de l'Impératrice, ils forment la 2e brigade. Le rôle du régiment est toutefois des plus modestes. Il est présent lors de la bataille de Solférino le 24 juin 1859, mais il n'est pas engagé et doit se contenter d'assurer la liaison entre les 2e et 4e corps d'armée français. La manœuvre s'effectue cependant sous le feu de l'artillerie autrichienne qui blesse deux lanciers. Le régiment se voit décerner deux croix de la Légion d'honneur et deux médailles militaires à l'issue de la campagne.
Onze ans plus tard, les lanciers de la Garde participent de manière plus active à la guerre franco-prussienne de 1870, embrigadés une nouvelle fois avec les dragons de l'Impératrice. Quelques jours après le début des hostilités, le régiment est acheminé en train jusqu'à Nancy. La première partie de la campagne n'est qu'une suite de marches et de contre-marches pour la cavalerie de la Garde, dont Metz, Boucheporn, Longeville-lès-Saint-Avold, Maizery et Borny sont les étapes successives. Les défaites françaises à Forbach-Spicheren et Frœschwiller amènent la formation d'un régiment de marche de la cavalerie de la Garde auquel est affecté le 4e escadron de lanciers. Le 14 août, de violents combats ont lieu autour de Metz, mais les lanciers de la Garde n'interviennent pas et doivent suivre le mouvement de retraite sur Verdun. Le 16, après avoir escorté l'empereur jusqu'au-delà de Conflans, le régiment prend position dans une zone boisée près du village de Rezonville, au milieu des tumultes de la bataille qui vient de s'engager.
L'après-midi se passe sans événement majeur, mais une reconnaissance menée par les chasseurs d'Afrique du général du Barail confirme la présence d'importantes masses de cavalerie prussienne. Le soir, aux alentours de 6 heures, cette cavalerie se met en mouvement pour tourner l'aile droite française. Elle se compose de uhlans hanovriens, de cuirassiers westphaliens et du 2e régiment de dragons de la Garde prussienne. Informé, le général Defrance, commandant la 2e brigade de cavalerie de la Garde, fait parvenir au régiment de lanciers l'ordre de charger. Le colonel de Latheulade ébranle ses escadrons qui viennent se ranger en bataille sur le plateau de Ville-sur-Yron. Face aux cavaliers prussiens qui approchent aux cris de « Hurrah ! », leurs homologues français croisent les lances. Le choc « d'une extrême violence » met hors de combat le premier rang allemand, puis la mêlée devient confuse : « ce n'est plus que coups de sabre et de lance, détonations d'armes à feu, chevaux et cavaliers tombant les uns sur les autres, cris de rage et de désespoir… ». Dans le désordre, le 3e régiment de dragons prend à partie les lanciers de la Garde qu'il a confondu avec des uhlans. Après un combat intense, l'affrontement tourne finalement au désavantage des lanciers qui sont contraints de se replier sur leur base de départ, où Latheulade les rallient.
À la fin de la bataille, le régiment a enregistré des pertes sévères : 17 officiers et 170 cavaliers sont tués, blessés ou disparus. Plusieurs d'entre eux rejoignent leur unité les jours suivants, portant la perte totale à 27 tués, 75 blessés et 48 disparus. Le 2e escadron qui ne compte plus que 35 hommes est le plus éprouvé. Quant au colonel de Latheulade, touché à de nombreuses reprises, il a échappé de justesse à la capture. Le lendemain, suivant l'ordre de repli sur Metz, les lanciers de la Garde arrivent le 19 août au Ban-Saint-Martin d'où ils ne repartent que le 25 pour entrer dans Metz le même jour. Le régiment installe son bivouac sur l'île de Chambière, puis au fort de Saint-Julien à partir du 31 août. Entre-temps, les Prussiens ont entamé le siège de la ville et la cavalerie de la Garde assiste à quelques escarmouches près de la localité de Servigny-lès-Sainte-Barbe. « À partir de ce jour, le régiment ne prend aucune part aux sorties qui sont tentées. Les vivres deviennent de plus en plus rares. Le nombre de chevaux diminue chaque jour. Les uns meurent à la corde, faute de nourriture, les autres sont abattus pour servir à l'alimentation des troupes ». De fait, toute la cavalerie est bientôt démontée et les lanciers de Latheulade doivent troquer la lance contre le fusil Chassepot. Le 27 octobre 1870, la capitulation de Metz est signée, livrant la garnison tout entière aux mains de l'armée prussienne. Le régiment des lanciers de la Garde prend alors le chemin de la captivité vers la Silésie. Seul subsiste le 4e escadron qui participe au siège de Paris, intégré au régiment de marche de la cavalerie de la Garde qui devient plus tard le 20e régiment de dragons.

## Uniformes
« L'uniforme du régiment fut parmi les plus brillants du Second Empire. »

— Lucien Rousselot, Garde impériale : Lanciers 1855-1870, planche no 18 de la série « L'Armée française », 1965.

### Troupe

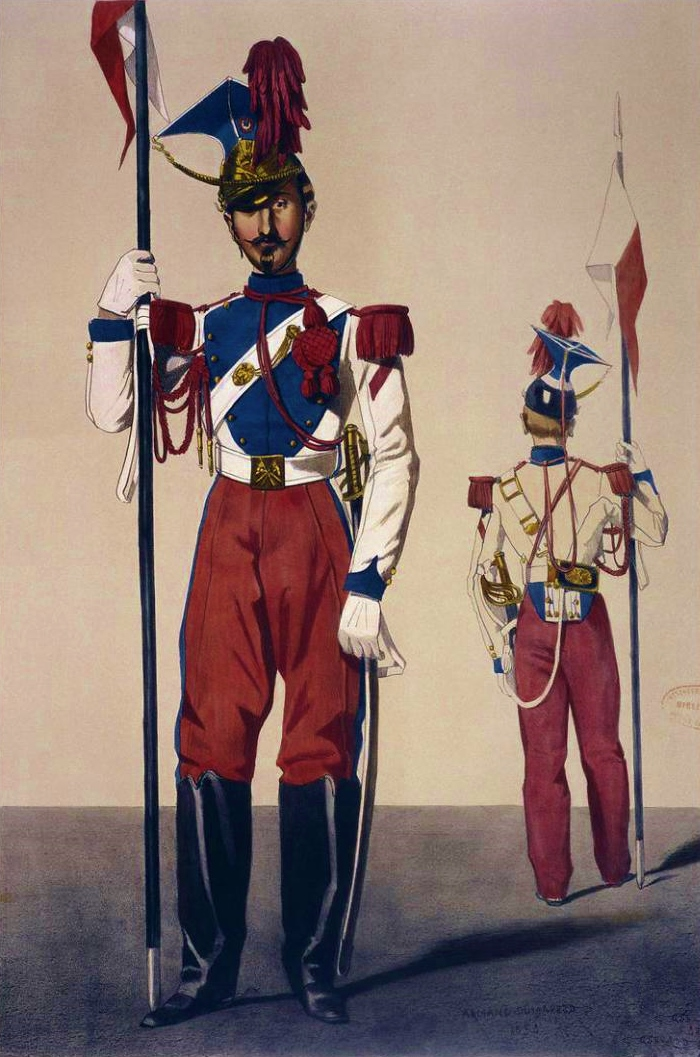
Lanciers de la Garde impériale en grande tenue, 1857, par Charles Édouard Armand-Dumaresq.

La coiffure est le chapska d'origine polonaise, propre aux régiments de lanciers. Pour la troupe, il est recouvert d'un drap bleu de ciel et surmonté d'un plumet écarlate en plumes de coq. Le devant est orné d'une plaque en cuivre frappée du « N » impérial sur fond de rayons de soleil. L'habit en toile blanche est complété par un plastron bleu de ciel. Les parements, collet et retroussis taillés en pointe sont de même couleur que le plastron. L'ensemble est rehaussé par la présence des aiguillettes et des épaulettes écarlates, ces dernières étant du modèle général affecté à la Garde. Le reste de l'uniforme comprend un pantalon garance à fausses bottes, décoré sur le côté d'un passepoil et de deux bandes bleu de ciel. En tenue de route, les lanciers revêtent un uniforme bleu en lieu et place du blanc, ce qui entraîne une méprise de la part des dragons français à la bataille de Mars-la-Tour qui prennent à partie les lanciers de la Garde en les confondant avec des uhlans prussiens. En petite tenue, le chapska est porté sans plumet mais avec une cocarde tricolore, tandis que le plastron est retourné du côté blanc, laissant apparaître sur les contours un passepoil bleu ciel. La tenue d'écurie se compose d'un bonnet de police bleu à distinctives blanches, d'une veste bleue à une rangée centrale de boutons et d'un pantalon blanc dit « de treillis ».

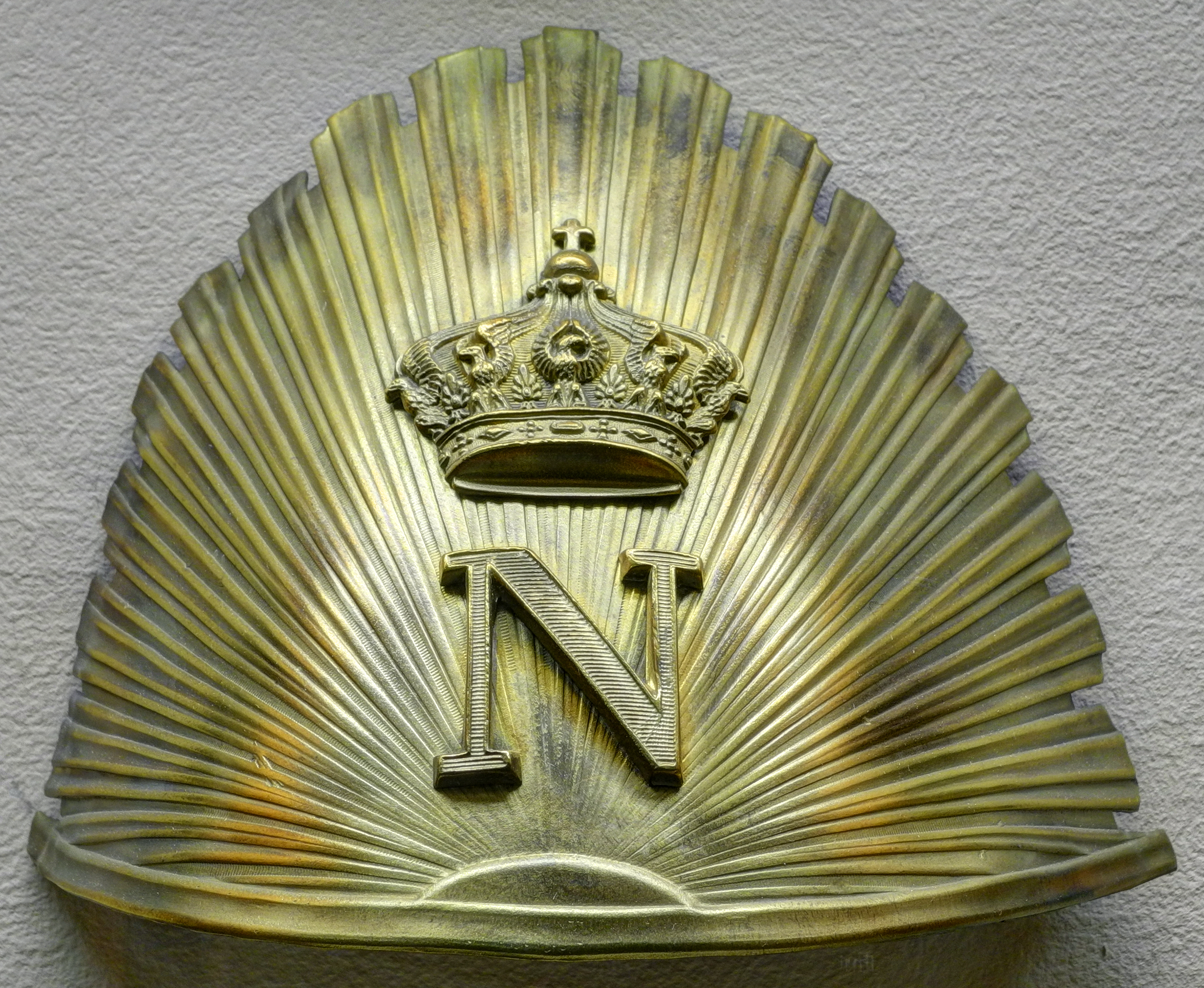
Plaque de chapska des lanciers de la Garde impériale.

### Trompettes

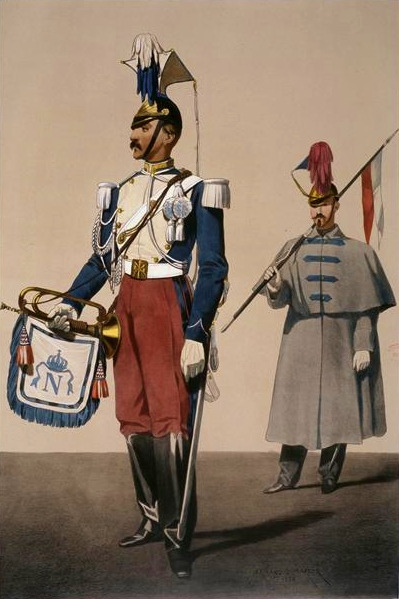
Trompette en grande tenue et soldat en manteau des lanciers de la Garde impériale, 1857, par Charles Édouard Armand-Dumaresq.

Les trompettes disposent quant à eux d'une tenue aux couleurs inversées, soit un habit bleu à plastron blanc. Le chapska est en drap blanc et le plumet écarlate disparaît au profit d'un plumet blanc sur la partie supérieure et bleu ciel sur la partie inférieure. Les épaulettes et aiguillettes sont en laine blanche, de même que la passementerie. La flamme de la trompette est décoré d'un fond blanc sur lequel est brodé au centre un « N » couronné bleu ciel, avec galons et franges de même couleur. Le corps des trompettes monte des chevaux de robe grise.

### Officiers
La grande tenue des officiers se distingue essentiellement de celle de la troupe par ses passementeries. Ainsi, si le chapska est identique, l'habit est caractérisé par la distinctive dorée des épaulettes, aiguillettes, coulants, raquettes et glands. En outre, un passepoil blanc orne le pourtour du collet, et le passepoil bleu du pantalon est encadré par deux bandes dorées. De dos, deux passepoils bleus naissant aux niveaux des basques remontent jusqu'aux parements de manche. L'uniforme de petite tenue comprend un couvre-chapska enfilé par-dessus la coiffe, et sur lequel est fixé un pompon de laine dorée. L'habit se réduit à une veste bleue pourvue d'une rangée de boutons unique, aiguillette et épaulette à franges dorées, la première sur le côté droit et la seconde sur le côté gauche.

## Armement et équipement
La giberne de la troupe est en cuir noir bordé de cuivre jaune, avec en son centre les armoiries de l'Empire sur fond rayonnant. Le tout est maintenu en travers du corps par une buffleterie blanche complétée par des attaches en métal. Le ceinturon également blanc est fermé par une boucle en métal dorée sur laquelle sont représentées des lances en faisceau. Pour les officiers, la bordure en métal de la giberne est décorée de motifs végétaux et la buffleterie est à alternance bleu et or. Ces remarques sont également valables pour le ceinturon et sa boucle, cette dernière étant estampillée d'une aigle rayonnante. En ce qui concerne le harnachement de la troupe, la selle en cuir est posée sur une chabraque en drap bleu de ciel à galons blancs et passepoils bleus. La partie supérieure est ornée de chaque côté d'une couronne impériale blanche ; sur la partie inférieure, c'est un « N » couronné en fil blanc. Devant le cavalier, la chabraque est partiellement doublée d'une peau en poils noirs à dentelures blanches. Le portemanteau, situé derrière le troussequin, est bleu à galons blancs, une couronne brodée sur chaque face. Chez les officiers, les galons blancs prennent la distinctive dorée.
L'armement réglementaire de la troupe, également en usage chez les brigadiers et les maréchaux des logis, comprend un pistolet modèle 1822 T — qui est remplacé à partir de 1860 par le 1822 T bis —, un sabre de cavalerie de ligne modèle 1822 et la lance pouvant être du modèle 1816 ou 1823. Cette dernière est surmontée d'une flamme blanche et écarlate en étoffe de laine, rapidement substituée à la soie donnée lors de la création du régiment. Le sabre de cavalerie légère modèle 1822 est très en faveur chez les officiers, moins chez la troupe bien qu'il soit autorisé à titre non réglementaire. Louis Delpérier note « que l'arme réglementairement attribuée aux lanciers de la Ligne est le sabre de cavalerie légère et non celui de cavalerie de ligne, différence dont nous ne nous expliquons pas la raison ». Les trompettes, musiciens, chefs de musique, adjudants et maréchaux des logis-chef sont armés de la même manière, la lance en moins.